# قاعده برت

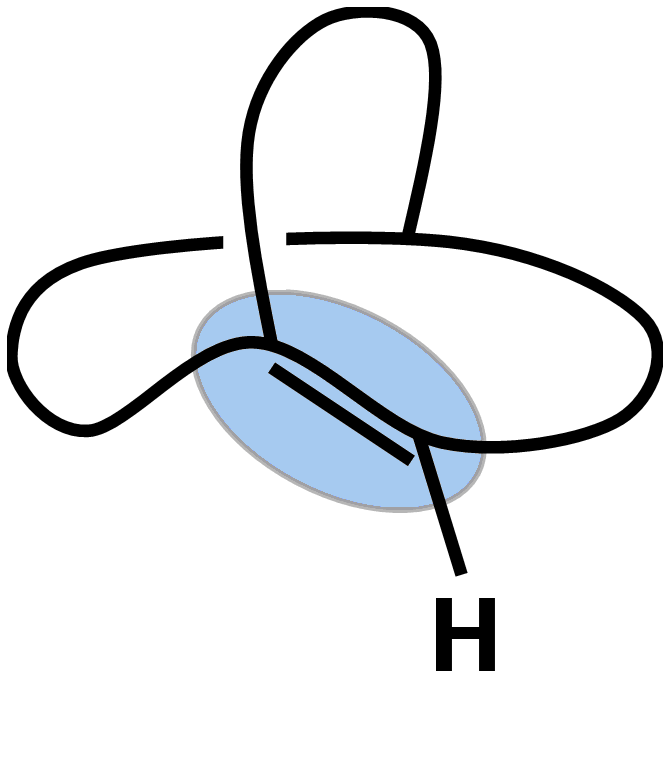
قاعده برت: ممنوعیت پیوند چندگانه در موقعیت سرپل در ترکیبات حلقوی کوچک

قانون برت (به انگلیسی: Bredt's rule) یک قانون حاصل از مشاهدات تجربی در شیمی آلی است که می‌گوید یک پیوند دوگانه نمی‌تواند در موقعیت سرپل (به انگلیسی: Bridgehead) در یک ترکیب حلقوی قرار بگیرد، مگر اینکه اندازه حلقه مورد نظر به قدر کافی بزرگ باشد تا فشار زاویه‌ای حاصل را تحمل کند. نام قانون برگرفته از نام جولیوس برت است، فردی که برای اولین بار آن در مورد این قانون در سال ۱۹۰۲ صحبت کرد و سپس این یافته‌ها را به صورت مجموعه‌ای مدون از قوانین، در سال ۱۹۲۴ ارائه کرد.
به عنوان مثالی برای این قانون می‌توان به ایزومرهای ترکیب نوربورنن اشاره کرد. دو ایزومر زیر نوربورنن در زیر، قانون برت را نقض می‌کنند، که باعث می‌شود ناپایدارتر از آن باشند که بتوان آن‌ها را به آسانی تولید کرد. 